# لنگوشکی
لنگوشکی (به لاتین: Leniuszki) یک روستا در لهستان است که در گمینا توچنا واقع شده‌است.